# II Crónicas
II Crónicas (hebreo, דִּבְרֵי הַיָּמִים ב, Divrei Hayamim Bet, «Los anales de los días B»), también llamado 2 Crónicas, Segundo Libro de las Crónicas y Segundo Libro de los Paralipómenos (Β' Παραλειπομένων, Paralipomenōn, «Sobre lo omitido») es un libro bíblico del Antiguo Testamento. En la Biblia católica se halla ubicado entre I Crónicas y Esdras, en tanto es el último libro del Tanaj hebreo.

## Acerca del nombre
La Septuaginta y la Vulgata latina dan a ambos libros de las Crónicas el nombre de Paralipómenos, que significa "Lo omitido", pues incorpora libremente referencias a textos complementarios; además, tiene una nueva visión de los hechos narrados en Reyes y Samuel, enfatizando al rey David como modelo de Rey Unificador del pueblo de Israel.

## División del libro original
Al igual que en el caso de Samuel, Reyes y Esdras-Nehemías, lo que en su origen fue un solo libro ha sido dividido más tarde y artificialmente en dos obras. La razón de estas divisiones era, seguramente, convertir el enorme texto del libro original en dos rollos de menores dimensiones y por lo tanto más fáciles de manejar. Por eso, este libro y I Crónicas deben considerarse partes de uno solo.
Asimismo, debe señalarse que I y II Crónicas forman una clara unidad temática y estilística con Esdras y Nehemías.

## Autor y época
El autor de la obra original de Crónicas es anónimo, pero la tradición judía lo ha identifcado con Esdras. 
Una de las características más llamativas, aunque no concluyentes en nada, sobre la obra de Crónicas, es que la última frase de la obra se repite como la apertura de Esdras-Nehemías. En la antigüedad, estos versos repetidos solían aparecer al final de un pergamino para facilitar que el lector pasara correctamente al segundo pergamino después de completar el primero. Este recurso escribal se empleaba en obras que excedían el alcance de un solo rollo y debían continuar en otro. 
En cuanto a la datación, existen estudiosos que sostienen la autoría de Esdras del texto, otros eruditos, en cambio, basándose en estimaciones de tiempo hechas a partir de las genealogías presentadas en la versión septuaginta del libro y otros datos, concluyen en que la fecha de redacción sería entre los años 400 a. C. y 250 a. C., siendo entre los años 350-300 a. C. el período de tiempo más probable.

## Contenido
Los Libros de las Crónicas hacen una relación histórica de los eventos más importantes del pueblo judío desde los orígenes hasta el decreto de Ciro el Grande que pone en libertad a los hebreos tras el Cautiverio en Babilonia. 
II Crónicas en particular narra el período comprendido entre la muerte de David y la liberación final. Cuenta la historia de cada rey de manera muy esquemática y no exhaustiva, indicando en general: nombre del padre, nombre de la madre, duración del reinado, sucesor, lugar de la sepultura, principales acontecimientos y sincronía de cada uno de los reyes de Judá.

## Diferencias con los Libros de los Reyes
Las Crónicas se diferencian de los Reyes en el sentido de que el Cronista ha preferido contar la historia de su pueblo pero poniendo en primer plano los asuntos de la religión. No logra esto mediante la confrontación documental sino más bien comparando cada episodio con los otros libros.
La verdadera intención del autor de II Crónicas parece ser justificar teológicamente las soluciones que los maestros postexílicos dieran a graves problemas religiosos y políticos; la manera de hacer esto es presentar al rey David como modelo perfecto de personalidad judía, refiriendo todo lo que David fue, hizo y dijo a los orígenes mosaicos de la Ley.
Las Crónicas están, por lo tanto, relacionadas con la enseñanza o midrash, cuya técnica educativa fue siempre analizar el remoto pasado para explicar las realidades del presente.

## Utilización de las fuentes
II Crónicas es un libro sumamente dependiente de sus fuentes, especialmente los Reyes. A veces las cita textualmente, pero otras se toma grandes libertades a fin de relatar los hechos de frente a sus objetivos pedagógicos.
Independientemente de ello, la prosa del Cronista es muy rico: abrevia largos párrafos antiguos, moderniza la gramática y el estilo, omite repeticiones, desplaza y ubica correctamente ciertos acontecimientos y agrega su propia verba florida en numerosos puntos del texto.
Sin embargo, supedita todo su trabajo al abrazo de la doctrina, la cual, evidentemente, conoce a la perfección.

## Sentido religioso
Si se tiene en cuenta el hecho de que en el momento en que se escriben las Crónicas la mayoría de los judíos viven en la Diáspora, entonces queda muy claro que la intención del Cronista es exaltar la unidad del judaísmo.
Presenta a la comunidad davídica como continuadora y heredera de la sociedad mosaica y no vacila en hablar de una alianza entre Dios y David (2 Crónicas 13:5) en los mismos términos en que el Éxodo (Biblia) habla de la alianza entre Dios e Israel (Éxodo).